# 邁克爾·伯吉斯
迈克尔·克利夫顿·伯吉斯（英語：Michael Clifton Burgess，1950年12月23日—）是一位美国医生和政治人物，現為代表德克萨斯州第26国会选区選出眾議院議員
2002年，伯吉斯在初选决选中击败众议院多数党领袖、时任众议员迪克·阿梅的儿子斯科特·阿梅。在当选之前，他是一名妇产科医生。
作为共和党和国会茶党核心小组的成员，伯吉斯一直参与有关医疗改革和能源政策的辩论。他反对堕胎，不确定人类活动对全球变暖的影响程度，支持唐纳德·特朗普总统对穆斯林占多数国家的旅行和难民移民的限制，并支持废除《平价医疗法案》（奥巴马医改）。
伯吉斯宣布，他不会在2024年选举周期内寻求第12届任期。

## 外部連結
- Congressman Michael C. Burgess （页面存档备份，存于） official U.S. House website
- Michael Burgess for Congress （页面存档备份，存于）
- 中的“Michael Burgess”
- C-SPAN內的頁面（英文）